# Erquy
Erquy é uma comuna francesa na região administrativa da Bretanha, no departamento Côtes-d'Armor. Estende-se por uma área de 26,43 km². Em 2010 a comuna tinha 4 008 habitantes (densidade: 151,6 hab./km²).